# Cachoeira do Sul
Pour les articles homonymes, voir Cachoeira.
Cachoeira do Sul est une ville brésilienne de l'État du Rio Grande do Sul.

## Géographie
La ville est traversée par le rio Jacuí.

## Histoire

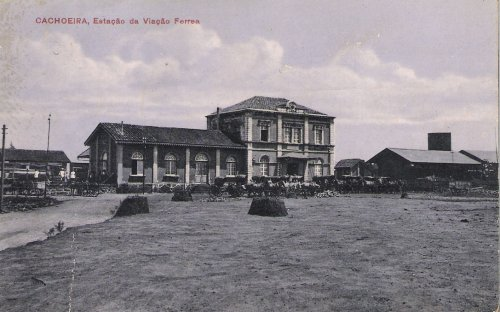
Carte postale de 1918 montrant l'ancienne gare ferroviaire de Cachoeira do Sul.

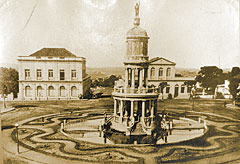
Image de 1926 montrant le Château d'Eau, l'ancien théâtre municipal et la mairie.

Le nom actuel de la ville a été adopté en 1944.